# Gârliciu
Gârliciu là một xã thuộc hạt Constanța, România. Dân số thời điểm năm 2002 là 1847 người.